# Adèle Töpffer
Pour les articles homonymes, voir Töpffer.
Adèle Töpffer, née à Genève en 1827 et morte dans la même ville en 1910, est une artiste suisse, peintre miniaturiste.

## Biographie
Elle est la fille de Rodolphe Töpffer, auteur de bandes dessinées, et Anne-Françoise Moulinié. Ses frères et sa sœur sont aussi des artistes : Jean-Charles Töpffer est sculpteur et médailleur ; François Töpffer est dessinateur et caricaturiste ; Esther Töpffer est miniaturiste. Son grand-père est Wolfgang Adam Toepffer, artiste peintre.
Dernière descendante, Adèle lègue à la Ville de Genève les manuscrits de son père Rodolphe Töpffer, ainsi que les tableaux et dessins de la collection familiale au Musée d'art et d'histoire de Genève,.

## Collections publiques
Le Musée d'art et d'histoire de Genève possède deux portraits miniatures :
- Portrait de Jeanne Antoinette Counis, future Mme Adam Wolfgang Töpffer (1774-1845) : il s’agit d’une copie d’une aquarelle de Wolfgang Adam Toepffer
- Portrait d’Adélaïde de Savoie, duchesse de Bourgogne

Le Centre d'iconographie de la bibliothèque de Genève possède un Portrait d’Adèle Toepffer.
Amélie Munier-Romilly a réalisé un dessin : Portrait des enfants de Rodolphe Toepffer : Adèle, François, Jean-Charles. Ce portrait se trouve au Musée d'art et d'histoire de Genève.